# Ірена Гергенс
Іре́на Ге́ргенс (нім. Irene Goergens; нар. 29 квітня 1951, Федеративна Республіка Німеччина) — західнонімецька терористка, членкиня ліворадикальної терористичної організації «Фракція Червоної Армії» (RAF).

## Життєпис
Народилася 29 квітня 1951 року позашлюбною дитиною американського військовослужбовця і німкені. Росла в дитячому будинку, де познайомилася з Ульрікою Майнгоф, яка брала у неї інтерв'ю під час зйомки фільму «Бамбуле». Згодом почала доглядати за дітьми Майнгоф як няня і у 1970 році приєдналася до «Фракції Червоної армії».
У віці 19 років Гергенс взяла участь у втечі з-під варти Андреаса Баадера, що, як вважається, поклало початок «Фракції Червоної армії». Під час підготовки до операції Гергенс разом з Астрід Пролль займалася пошуком зброї і шпигувала за Німецьким центральним інститутом соціальних питань разом з Інгрід Шуберт.
29 вересня 1970 року Гергенс брала участь у пограбуванні берлінського банку. 8 жовтня того ж року Гергенс була заарештована разом з адвокатом RAF Горстом Малером, Бріґітте Асдонк, Монікою Берберіг та Інгрід Шуберт у Берліні.
У березні 1971 року засуджена до шести з половиною років ув'язнення за участь у втечі Баадера, з якого вийшла 13 травня 1977 року. Після звільнення Гергенс не поновлювала зв'язки з організацією і більше не займалася терористичною діяльністю.

## Публікації
- Goergens, Irene. Die mutigen Mädchen von Cibone. — Berlin : AurorA Anti-Quariat Reprint Verlag, 1992. — ISBN 978-3924001230.